# سرو شوارتز
سرو شوارتز (نام علمی: Widdringtonia schwarzii) نام یک گونه از سرده سروهای آفریقایی است.